# 西哈蒙德 (新墨西哥州)
西哈蒙德（英語：West Hammond）是位於美國新墨西哥州聖胡安縣的普查規定居民點。

## 人口
根據2020年美國人口普查的數據，西哈蒙德的面積為23.79平方千米，當中陸地面積為23.58平方千米，而水域面積為0.20平方千米。當地共有人口2724人，而人口密度為每平方千米114.5人。